# Mishel Savelyev
Mishel Nikolayevich Savelyev (tiếng Nga: Мишель Николаевич Савельев; sinh ngày 8 tháng 10 năm 1987) là một cầu thủ bóng đá người Nga. Anh thi đấu cho FC Znamya Truda Orekhovo-Zuyevo.